# Dipartimento di Paclín
Paclín è un dipartimento argentino, situato nella parte centro-orientale della provincia di Catamarca, con capoluogo La Merced.

## Geografia fisica
Esso confina con la provincia di Tucumán e con i dipartimenti di Santa Rosa, El Alto, Valle Viejo, Fray Mamerto Esquiú e Ambato.

## Società

### Evoluzione demografica
Secondo il censimento del 2001, su un territorio di 985 km², la popolazione ammontava a 4.290 abitanti, con un aumento demografico del 21,74% rispetto al censimento del 1991.

## Amministrazione
Nel 2001 il dipartimento è composto dal solo comune di La Merced.